# نوکیا ان۸۲
نوکیا ان۸۲  (با شناسه RM-313) در تاریخ ۱۴ نوامبر ۲۰۰۷ توسط شرکت نوکیا ارائه شد. این گوشی تلفن همراه اولین گوشی نوکیا است که دارای فلاش زنون است. این گوشی در زمان ورود به بازار، یکی از قدرتمندترین گوشی‌های تلفن همراه از لحاظ کیفیت دوربین عکاسی و فیلمبرداری بود. نوکیا N82 طراحی جالب و مدرنی در قالب CANDY Bar دارد که در دو رنگ نقره ای و مشکی عرضه شده است. جنس بدنه از بهترین متریال ممکن می باشد و به خوبی حس یک گوشی پیشرفته و گران قیمت را به کاربر می دهد. قاب پشت و جلوی گوشی اثر انگشت را جذب می‌کند.

## مشخصات کلی
| عمومی                   |                                                                      |
| تاریخ معرفی             | ۱۴ نوامبر ۲۰۰۷                                                       |
| شبکه نسل دوم            | جی‌اس‌ام ۸۵۰ / ۹۰۰ / ۱۸۰۰ / ۱۹۰۰                                       |
| شبکه نسل سوم            | اچ‌اس‌دی‌پی‌ای ۲۱۰۰                                                      |
| ظاهری                   |                                                                      |
| ابعاد                   | ۱۷٫۳×۵۰٫۲×۱۱۲ میلی‌متر                                                |
| وزن                     | ۱۱۴ گرم                                                              |
| رنگ                     | مشکی، نقره‌ای                                                         |
| شکل                     | ساده (Candy bar)                                                     |
| نمایشگر                 |                                                                      |
| نوع                     | تی‌اف‌تی، ۱۶٫۷ میلیون رنگ                                              |
| اندازه                  | ۲٫۴ اینچ                                                             |
| دقت                     | ۳۲۰×۲۴۰ پیکسل                                                        |
| قابلیت‌ها                | حسگر شتاب‌سنج برای چرخش خودکار،تم های قابل دانلود                     |
| دوربین                  |                                                                      |
| کیفیت                   | ۵ مگاپیکسل                                                           |
| اندازه تصویر            | ۱۹۴۴×۲۵۹۲ پیکسل                                                      |
| فیلم‌برداری              | VGA،۶۴۰×۴۸۰ پیکسل۳۰ فریم بر ثانیه                                    |
| فلاش                    | زنون                                                                 |
| قابلیت‌ها                | بزرگ‌نمایی دیجیتالی، عدسی کارل زایس، فوکوس خودکار                     |
| دوربین دوم              | سی‌آی‌اف برای مکالمه تصویری                                            |
| باتری                   |                                                                      |
| نوع                     | باتری لیتیوم یون ۱۰۵۰ میلی‌آمپرساعت (BP-6MT)                          |
| زمان آماده‌باش           | ۲۵۵ ساعت (نسل ۲) ۲۱۶ ساعت (نسل ۳)                                    |
| زمان مکالمه             | ۴ ساعت و ۲۰ دقیقه (نسل ۲) ۳ ساعت و ۱۰ دقیقه (نسل ۳)                  |
| چندرسانه‌ای              |                                                                      |
| پخش موسیقی              | MP3/WMA/WAV/RA/AAC/M4A                                               |
| پخش ویدئویی             | WMV/RV/MP4/3GP                                                       |
| رادیو                   | رادیو اف‌ام استریو                                                    |
| حافظه                   |                                                                      |
| حافظه داخلی             | ۱۰۰ مگابایت                                                          |
| کارت حافظه              | میکرو اس‌دی، ۲ گیگابایت قابلیت افزایش تا ۱۶ گیگابایت                  |
| زنگ گوشی                |                                                                      |
| نوع                     | پلی‌فونیک، MP3                                                        |
| لرزاننده                | دارد                                                                 |
| مدیریت تماس             |                                                                      |
| دفترچه تلفن             | تعداد نامحدود و همراه همه جزئیات، حافظه تصویری                       |
| گزارش تماس‌ها            | با جزئیات، حداکثر ۳۰ روز                                             |
| فرمان و شماره‌گیری صوتی  | دارد                                                                 |
| نمایش تصویر تماس گیرنده | دارد                                                                 |
| امکانات ارتباطی         |                                                                      |
| جی‌پی‌آراس                | کلاس ۳۲، ۱۰۷ کیلوبیت بر ثانیه                                        |
| اچ‌اس‌سی‌اس‌دی              | دارد                                                                 |
| ئی‌دی‌جی‌ئی                | کلاس ۳۲، ۲۹۶ کیلوبیت بر ثانیه دی‌تی‌ام کلاس ۱۱، ۱۷۷ کیلوبیت بر ثانیه   |
| ۳جی                     | اچ‌اس‌دی‌پی‌ای، ۳٫۶ مگابیت بر ثانیه                                      |
| شبکه محلی بیسیم         | دارد ،,Wi-Fi 802.11b/g,UpNP technology                               |
| بلوتوث                  | دارد،Version 2 with A2DP                                             |
| فروسرخ                  | ندارد                                                                |
| یواس‌بی                  | میکرو یواس‌بی نسخه ۲                                                  |
| نرم‌افزاری               |                                                                      |
| سیستم‌عامل               | سیمبیان نسخه ۹٫۲                                                     |
| واسط کاربری             | سری ۶۰ ویرایش سوم                                                    |
| پشتیبانی جاوا           | دارد                                                                 |
| سایر                    |                                                                      |
| پردازنده                | Dual ARM 11 332 MHz                                                  |
| جی‌پی‌اس                  | دارد به همراه پشتیبانی ای-جی‌پی‌اس                                     |
| پیام‌رسانی               | پیام‌کوتاه، پیام چندرسانه‌ای، پست الکترونیکی، پیام فوری                |
| پست الکترونیکی          | آی‌ام‌ای‌پی، پی‌ئوپی۳، اس‌ام‌تی‌پی                                          |
| مرورگر اینترنت          | اچ‌تی‌ام‌ال، اکس‌اچ‌تی‌ام‌ال، وی‌ای‌پی                                        |
| نمایش مستندات           | پی‌دی‌اف، ورد، اکسل، پاورپوینت                                         |
| بازی                    | دارد، سازگاری با بازی‌های ان-گیج                                      |
|                         | تی۹(T9) ویرایشگر تصویر و ویدئو ورودی صوتی ۳٫۵ میلی‌متر خروجی تلویزیون |